# Emanuel Phillips Fox

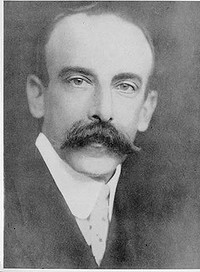
E. Phillips Fox

Emanuel Phillips Fox, vooral bekend als E. Phillips Fox (Fitzroy, nu deel uitmakend van Melbourne, 12 maart 1865 – aldaar, 8 oktober 1915) was een Australisch kunstschilder. Zijn stijl beweegt zich enigszins op en neer tussen het naturalisme en het impressionisme.

## Leven en werk
Fox werd geboren als zoon van een Joodse fotograaf. Hij studeerde van 1878 tot 1886 aan de National Gallery School in Melbourne, samen met onder anderen Frederick McCubbin en Rupert Bunny. In 1886 ging hij naar Parijs, bezocht de Académie Julian en vervolgens de École des Beaux-Arts (1887–1890), waar hij studeerde onder William-Adolphe Bouguereau en Jean-Léon Gérôme. Hij werd sterk beïnvloed door het impressionisme en het pleinairisme. In 1890 exposeerde hij voor het eerst in de Parijse salon.
In 1891 keerde Fox terug naar Melbourne. Daar opende hij een jaar later de 'Melbourne Art School', waar hij zijn in Europa geleerde technieken doceerde. Als zodanig had hij grote invloed op de Australische schilderkunst uit die tijd. Hij sloot zich aan bij de Heidelberg School, met Arthur Streeton en Charles Conder, en schilderde in die periode vooral landschappen, waarbij hij in vergelijking met Streeton en Condor een meer sober kleurenpalet hanteerde. Zijn stijl beweegt zich min of meer tussen het naturalisme en het impressionisme.
In 1901 kreeg Fox een grote opdracht van de Melbourne Gallery om een historisch schilderij te maken: The Landing of Captain Cook at Botany Bay. Hij verhuisde hiervoor naar Londen, omdat hij van mening was dat Australië geen goede bakermat was voor koloniale schilderijen. In de uitwerking van zijn werk zijn duidelijk invloeden te zien van Gérôme, zijn oude leermeester.
Fox had tijdens zijn tweede Europese periode succes met exposities bij de Royal Academy of Arts en de Parijse salon, nu vooral met portretten en genrewerken, meer dan eerder gebruikmakend van het licht. In 1905 huwde hij de kunstschilderes Ethel Carrick, met wie hij door Italië en Spanje reisde en zich in 1908 in Parijs vestigde. Hij werd er gekozen als lid van de Société Nationale des Beaux-Arts. In 1912 reisde hij naar Algerije en opnieuw Spanje. Begin 1913 keerde hij terug naar Australië, waar hij met een grote expositie van 70 doeken in de Guildhall gallery te Melbourne groots werd onthaald.
Fox overleed in 1915 aan kanker, 50 jaar oud, een week na een mislukte operatie. Diverse van zijn werken zijn momenteel te zien in de National Gallery of Australia te Canberra.

## Galerij

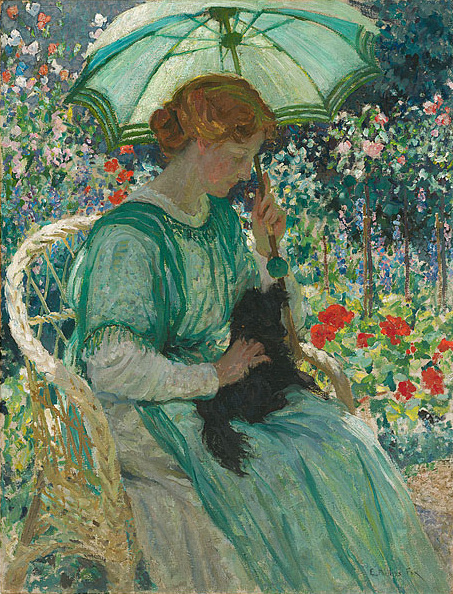
De groene parasol
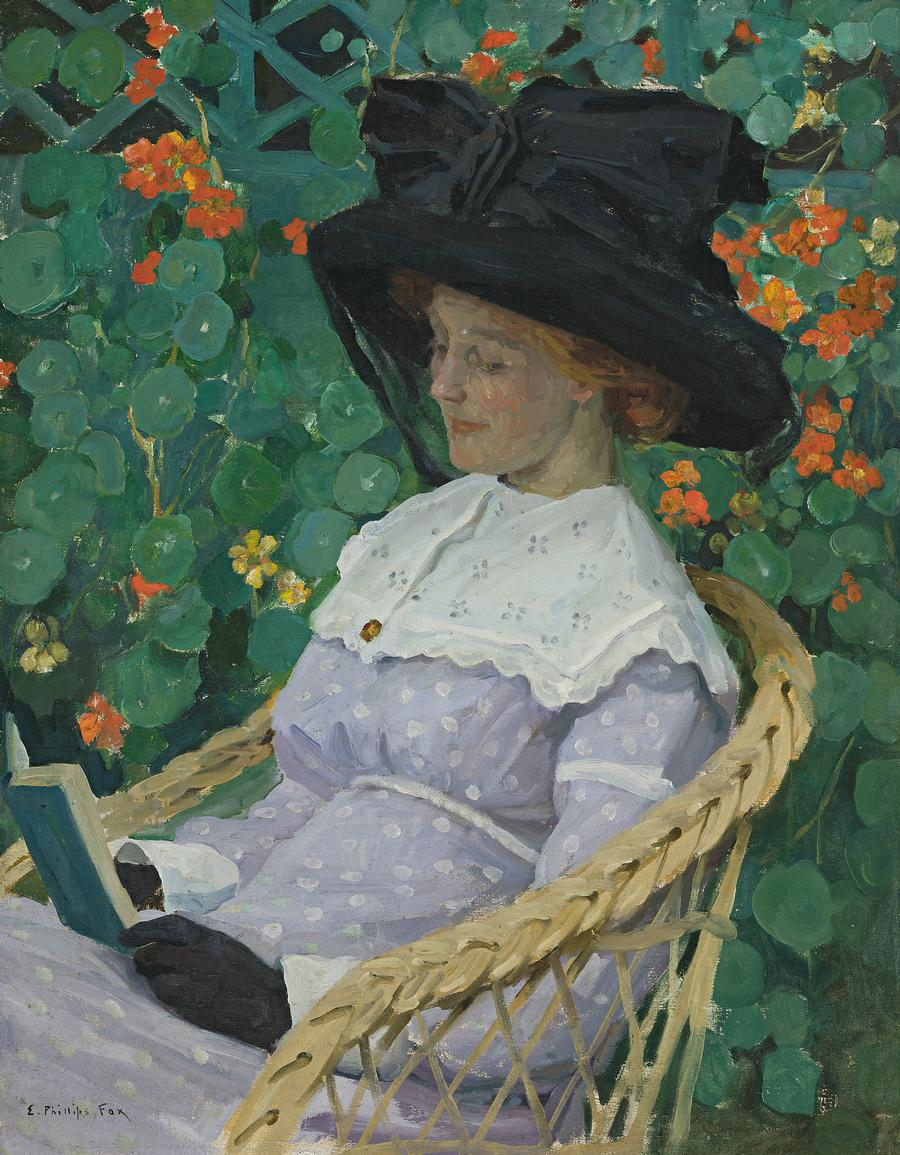
Nasturtiums
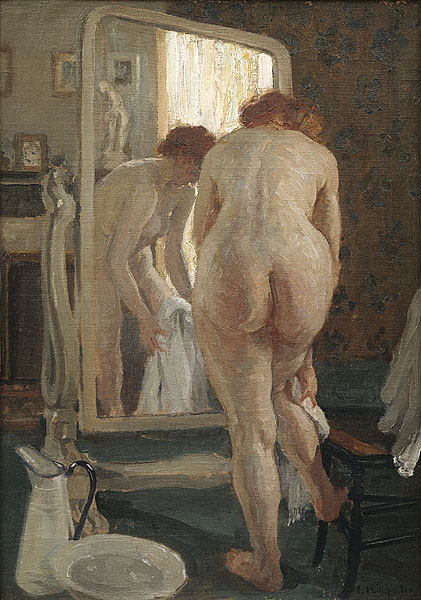
Na het bad
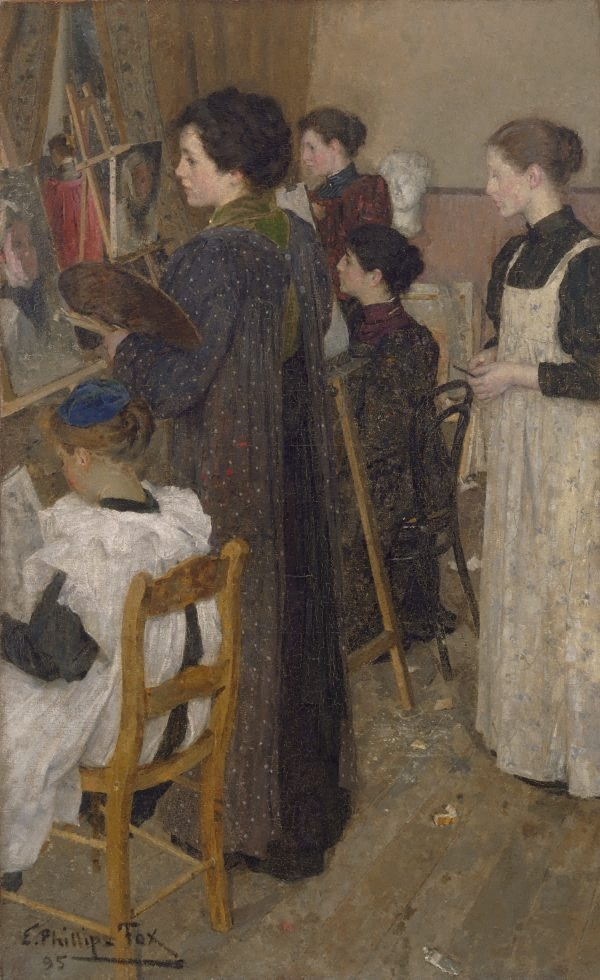
Kunst studenten
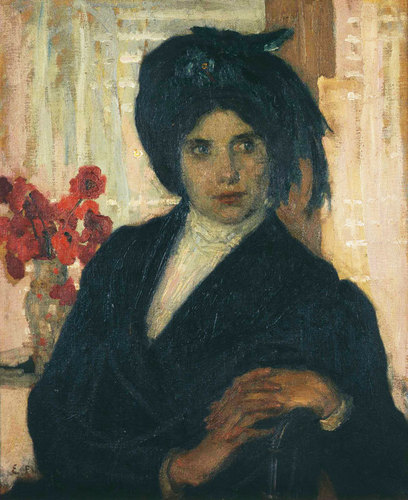
Suffragette
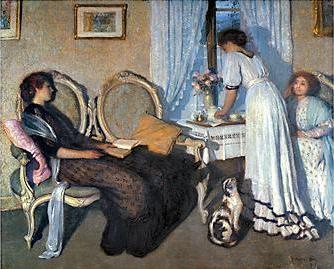
Lamplicht
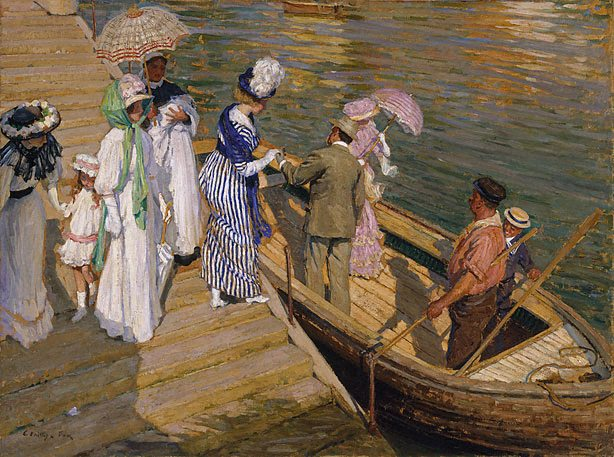
Het pontje
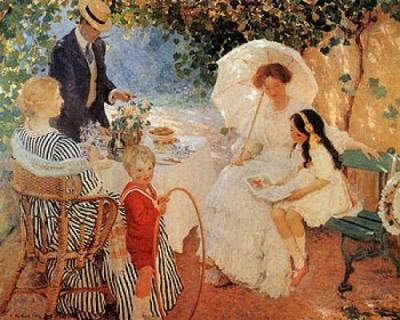
De hoepel
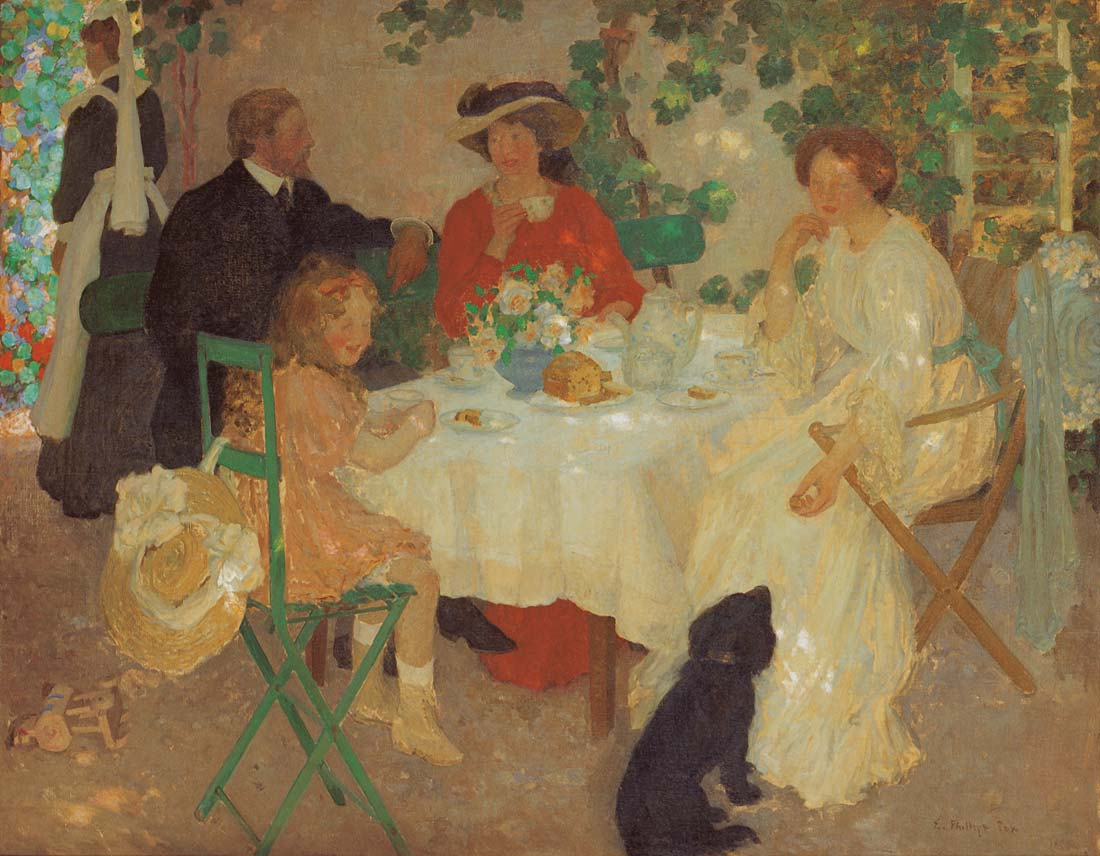
Al fresco
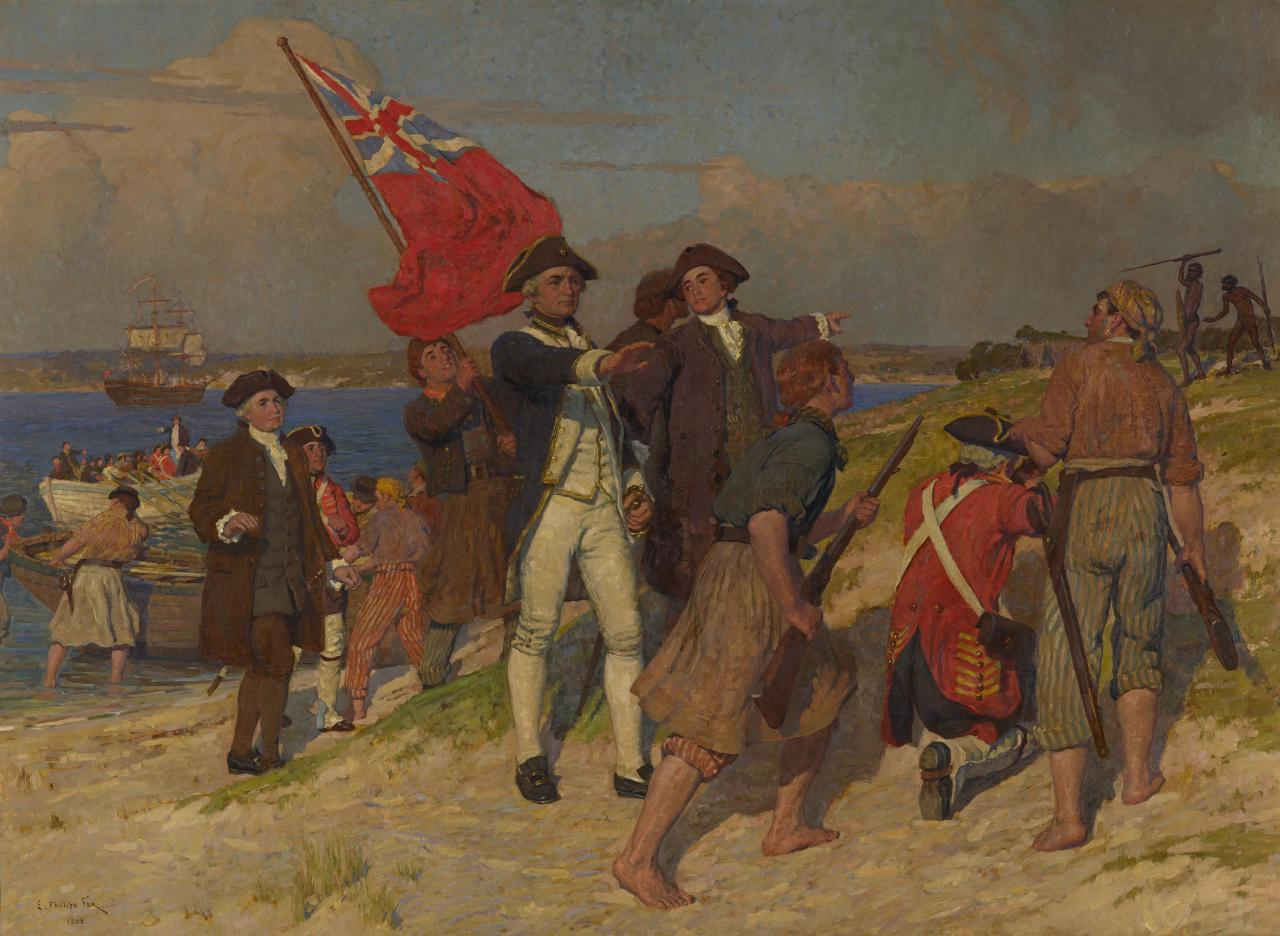
De aankomst van Kapitein Cook op Botany Bay